# Miami Dolphins 2018
La stagione 2018 dei Miami Dolphins è stata la 53ª della franchigia, la 49ª nella National Football League e la terza e ultima con Adam Gase come capo-allenatore.
Con il quarterback Ryan Tannehill in campo per la prima volta dal 2016, i Dolphins migliorarono il loro record di 6–10 dell'anno precedente con una memorabile vittoria nella settimana 14 contro i New England Patriots con un'azione all'ultimo istante di gioco divenuta nota come "Miracle in Miami". Quella fu però l'ultimo successo della stagione, chiusa con un bilancio di 7-9 e il licenziamento di Gase.

## Pre-stagione

### Free agent

#### Acquisti
| Ruolo | Giocatore      | Età | Squadra nel 2017     | Contratto          |
| ----- | -------------- | --- | -------------------- | ------------------ |
| WR    | Danny Amendola | 32  | New England Patriots | 2 anni/$12 milioni |
| WR    | Albert Wilson  | 25  | Kansas City Chiefs   | 3 anni/$24 milioni |
| G     | Josh Sitton    | 31  | Chicago Bears        | 2 anni/$18 milioni |

## Scelte nel Draft 2018
| Scelte dei Dolphins nel Draft 2018 |        |                    |       |               |                                     |
| Giro                               | Scelta | Giocatore          | Ruolo | College       | Note                                |
| 1                                  | 11     | Minkah Fitzpatrick | FS    | Alabama       |                                     |
| 2                                  | 42     | Mike Gesicki       | TE    | Penn State    |                                     |
| 3                                  | 73     | Jerome Baker       | OLB   | Ohio State    |                                     |
| 4                                  | 123    | Durham Smythe      | TE    | Notre Dame    |                                     |
| 4                                  | 131    | Kalen Ballage      | RB    | Arizona State | Da New England tramite Philadelphia |
| 6                                  | 209    | Cornell Armstrong  | CB    | Southern Miss | Da Kansas City                      |
| 7                                  | 227    | Quentin Poling     | LB    | Ohio          | Da San Francisco                    |
| 7                                  | 229    | Jason Sanders      | K     | New Mexico    |                                     |

Note

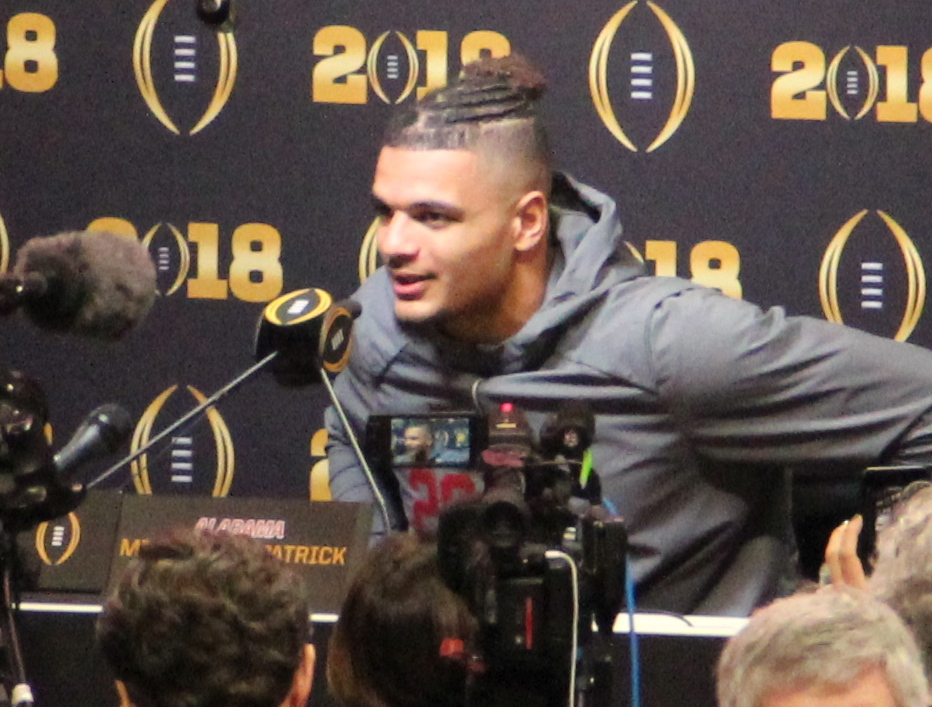
Minkah Fitzpatrick è stato la scelta del primo giro dei Dolphins nel Draft 2018

- I Dolphins scambiarono il loro wide receiver Jarvis Landry a Cleveland in cambio della scelta del 4º giro (123ª assoluta) di questi ultimi (acquisita da Carolina.
- I Dolphins scambiarono il loro running back Jay Ajayi a Philadelphia in cambio della scelta nel 4º giro (131ª assoluta) di questi ultimi (acquisita da New England.
- I Dolphins scambiarono la loro scelta nel 5º giro (147ª assoluta) a New Orleans in cambio del linebacker Stephone Anthony di questi ultimi.
- I Dolphins scambiarono la loro scelta nel 7º giro che acquisirono da Tampa Bay (223ª assoluta) a San Francisco in cambio della scelta nel 7º giro (227ª assoluta) e del centro Daniel Kilgore di questi ultimi.

## Staff
| Staff dei Miami Dolphins nel 2018 |
| --- |
| Organi dirigenziali - Chairman/General Partner – Stephen Ross - Vice chairman/Partner – Bruce Beal - Vice chairman – Jorge Perez - Vice chairman – Don Shula - Vice chairman – Matt Higgins - Vice chairman/Presidente/CEO – Tom Garfinkel - General manager – Chris Grier - Vicepresidente esecutivo dell'attività sportiva – Mike Tannenbaum - Direttore senior dell'attività sportiva – Brandon Shore - Direttore degli osservatori del college – Adam Engroff - Direttore degli osservatori dei professionisti – Anthony Hunt - Direttore della ricerca e della strategia sportiva – Matt Sheldon - Direttore senior dello sviluppo dei giocatori – Joe Vitt - Direttore dello sviluppo dei giocatori – Clyde Christensen - Direttore dell'analisi – Dennis Lock Capo allenatore - Adam Gase - Assistente del capo-allenatore/Coordinatore dello Special team – Darren Rizzi - Assistente del capo-allenatore/Linebacker – Frank Bush - Assistente del capo-allenatore – Shawn Jefferson Altri allenatori - Preparatore atletico – Dave Puloka - Assistente – Jim Arthur Allenatori dell'attacco - Coordinatore offensivo – Dowell Loggains - Quarterback – Bo Hardegree - Running back/Coordinatore del gioco su corse – Eric Studesville - Wide receiver – Ben Johnson - Tight end – Shane Day - Offensive line – Jeremiah Washburn - Assistente offensive line – Chris Kuper - Controllo qualità attacco - Josh Grizzard Allenatori della difesa - Coordinatore difensivo – Matt Burke - Defensive line – Kris Kocuerk - Assistente defensive line – Andre Carter - Assistente linebacker – Charlie Bullen - Defensive back – Tony Oden - Assistente defensive back – Renaldo Hill - Controllo qualità – Rusty McKinney Allenatori dello special team - Assistente Special Team – Marwan Maalouf |

## Roster
| Roster dei Miami Dolphins nel 2018 |
| --- |
| Quarterback - 9 David Fales - 4 Luke Falk - 8 Brock Osweiler - 17 Ryan Tannehill Running Back - 33 Kalen Ballage - 38 Brandon Bolden - 32 Kenyan Drake - 21 Frank Gore - 34 Senorise Perry Wide Receiver - 80 Danny Amendola - 19 Jakeem Grant - 16 Tanner McEvoy - 11 DeVante Parker - 10 Kenny Stills - 15 Albert Wilson Tight End - 85 A.J. Derby - 86 Mike Gesicki - 46 Durham Smythe Offensive Linemen - 77 Jesse Davis G - 70 Ja'Wuan James OT - 67 Daniel Kilgore C - 62 Ted Larsen G - 71 Josh Sitton G - 74 Zach Sterup T - 66 Travis Swanson C - 78 Laremy Tunsil T - 79 Sam Young T Defensive Linemen - 50 Andre Branch DE - 56 Davon Godchaux DT - 90 Charles Harris DE - 95 William Hayes DE - 97 Jordan Phillips DT - 94 Robert Quinn DE - 93 Akeem Spence DT - 96 Vincent Taylor DT - 91 Cameron Wake DE Linebacker - 59 Chase Allen OLB - 47 Kiko Alonso OLB - 44 Stephone Anthony OLB - 55 Jerome Baker OLB - 52 Raekwon McMillan OLB Defensive Back - 35 Walt Aikens CB - 31 Cornell Armstrong CB - 29 Minkah Fitzpatrick FS - 25 Xavien Howard CB - 20 Reshad Jones SS - 28 Bobby McCain CB - 22 T.J. McDonald FS - 24 Torry McTyer CB - 30 Cordrea Tankersley CB Special Team - 92 John Denney LS - -- Lucas Gravelle LS - 6 Matt Haack P - 7 Jason Sanders K Lista delle riserve - 64 Jake Brendel C (IR) - 48 MarQueis Gray TE (IR) - 45 Mike Hull MLB (IR) - 14 Bryce Petty QB (IR) - 66 Quincy Redmon DE (IR) Squadra di allenamento - 68 Isaac Asiata G - 88 Leonte Carroo WR - 1 Jalen Davis CB - 84 Isaiah Ford WR - 61 Connor Hilland C - 65 Jamiyus Pittman DT - 51 Quentin Poling OLB - 26 Maurice Smith FS - 76 Jonathan Woodard DE 53 attivi, 5 inattivi, 9 nella squadra di allenamento |
| Legenda - I rookie sono in corsivo. - Il primo ruolo è il principale mentre gli eventuali successivi indicano i ruoli secondari. - (IR) sta per Injured Reserve ed indica la lista ristretta per un solo giocatore infortunato che può tornare ad allenarsi dopo la settimana 6 e a rientrare in prima squadra dopo che questa ha giocato 8 partite. - (NF-Inj.) / (NF-Ill.) stanno rispettivamente per Non-Football Injured e Non-Football Illness ed indicano le liste dove viene inserito un giocatore che ha un infortunio o una malattia non dipendente dal football americano. - (PUP) sta per Physically Unable to Perform ed indica la lista dove viene inserito un giocatore mentre è in attesa di recuperare la condizione fisica. Nella stagione regolare dopo la sesta partita giocata dalla propria squadra, il giocatore ha tempo tre settimane per riprendere ad allenarsi, più tre settimane aggiuntive dal suo rientro agli allenamenti per rientrare in prima squadra. |

## Calendario

### Precampionato
| Precampionato |       |                      |           |        |                         |         |
| Settimana     | Data  | Avversario           | Risultato | Record | Stadio                  | Sintesi |
| 1             | 09/08 | Tampa Bay Buccaneers | S 24-26   | 0-1    | Hard Rock Stadium       | Recap   |
| 2             | 17/08 | Carolina Panthers    | S 20–27   | 0–2    | Bank of America Stadium | Recap   |
| 3             | 25/08 | Baltimore Ravens     | S 10–27   | 0–3    | Hard Rock Stadium       | Recap   |
| 4             | 30/08 | Atlanta Falcons      | V 34–7    | 1–3    | Mercedes-Benz Stadium   | Recap   |

### Stagione regolare
Il calendario della stagione è stato annunciato il 19 aprile 2018.
| Stagione regolare |                         |                    |                    |                    |                    |
| Turno             | Avversario              | Risultato          | Record             | Stadio             | Sintesi            |
| 1                 | Tennessee Titans        | V 27–20            | 1–0                | Hard Rock Stadium  | Recap              |
| 2                 | at New York Jets        | V 20–12            | 2–0                | MetLife Stadium    | Recap              |
| 3                 | Oakland Raiders         | V 28–20            | 3–0                | Hard Rock Stadium  | Recap              |
| 4                 | at New England Patriots | S 7–38             | 3–1                | Gillette Stadium   | Recap              |
| 5                 | at Cincinnati Bengals   | S 17–27            | 3–2                | Paul Brown Stadium | Recap              |
| 6                 | Chicago Bears           | V 31–28 dts        | 4–2                | Hard Rock Stadium  | Recap              |
| 7                 | Detroit Lions           | S 21–32            | 4–3                | Hard Rock Stadium  | Recap              |
| 8                 | at Houston Texans       | S 23–42            | 4–4                | NRG Stadium        | Recap              |
| 9                 | New York Jets           | V 13–6             | 5–4                | Hard Rock Stadium  | Recap              |
| 10                | at Green Bay Packers    | S 12–31            | 5–5                | Lambeau Field      | Recap              |
| 11                | Settimana di pausa      | Settimana di pausa | Settimana di pausa | Settimana di pausa | Settimana di pausa |
| 12                | at Indianapolis Colts   | S 24–27            | 5–6                | Lucas Oil Stadium  | Recap              |
| 13                | Buffalo Bills           | V 21–17            | 6–6                | Hard Rock Stadium  | Recap              |
| 14                | New England Patriots    | V 34–33            | 7–6                | Hard Rock Stadium  | Recap              |
| 15                | at Minnesota Vikings    | S 17–41            | 7–7                | U.S. Bank Stadium  | Recap              |
| 16                | Jacksonville Jaguars    | S 7–17             | 7–8                | Hard Rock Stadium  | Recap              |
| 17                | at Buffalo Bills        | S 17–42            | 7–9                | New Era Field      | Recap              |

Note
- Gli avversari della propria division sono in grassetto.

## Classifiche

### Division
| AFC East             | AFC East | AFC East | AFC East | AFC East | AFC East | AFC East | AFC East | AFC East |
| vedi • disc. • mod.  | V        | S        | P        | PCT      | DIV      | CONF     | PF       | PS       |
| -------------------- | -------- | -------- | -------- | -------- | -------- | -------- | -------- | -------- |
| New England Patriots | 10       | 5        | 0        | .667     | 3–0      | 6–2      | 331      | 259      |
| Miami Dolphins       | 8        | 8        | 0        | .500     | 3–1      | 5–4      | 244      | 300      |
| Buffalo Bills        | 4        | 8        | 0        | .333     | 1–2      | 3–6      | 178      | 293      |
| New York Jets        | 3        | 9        | 0        | .250     | 0–4      | 2–7      | 243      | 307      |
|                      |          |          |          |          |          |          |          |          |
|                      |          |          |          |          |          |          |          |          |

### Conference
| American Football Conference           | American Football Conference | American Football Conference | American Football Conference | American Football Conference | American Football Conference | American Football Conference | American Football Conference | American Football Conference | American Football Conference | American Football Conference |
| Pos.                                   | Squadra                      | Division                     | V                            | S                            | P                            | PCT                          | DIV                          | CONF                         | SOS                          | SOV                          |
| -------------------------------------- | ---------------------------- | ---------------------------- | ---------------------------- | ---------------------------- | ---------------------------- | ---------------------------- | ---------------------------- | ---------------------------- | ---------------------------- | ---------------------------- |
| Capolista di Division                  |                              |                              |                              |                              |                              |                              |                              |                              |                              |                              |
| 1                                      | Kansas City Chiefs           | West                         | 12                           | 4                            | 0                            | .750                         | 5–1                          | 10–2                         | .480                         | .401                         |
| 2                                      | New England Patriots         | East                         | 11                           | 5                            | 0                            | .688                         | 5–1                          | 8–4                          | .482                         | .494                         |
| 3                                      | Houston Texans               | South                        | 11                           | 5                            | 0                            | .688                         | 4–2                          | 9–3                          | .471                         | .435                         |
| 4                                      | Baltimore Ravens             | North                        | 10                           | 6                            | 0                            | .625                         | 3–3                          | 8–4                          | .496                         | .450                         |
| Wild Card                              |                              |                              |                              |                              |                              |                              |                              |                              |                              |                              |
| 5                                      | Los Angeles Chargers         | West                         | 12                           | 4                            | 0                            | .750                         | 4–2                          | 9–3                          | .477                         | .422                         |
| 6                                      | Indianapolis Colts           | South                        | 10                           | 6                            | 0                            | .625                         | 4–2                          | 7–5                          | .465                         | .456                         |
| Non qualificati per i play-off         |                              |                              |                              |                              |                              |                              |                              |                              |                              |                              |
| 7                                      | Pittsburgh Steelers          | North                        | 9                            | 6                            | 1                            | .594                         | 4–1–1                        | 6–5–1                        | .504                         | .448                         |
| 8                                      | Tennessee Titans             | South                        | 9                            | 7                            | 0                            | .563                         | 3–3                          | 5–7                          | .520                         | .465                         |
| 9                                      | Cleveland Browns             | North                        | 7                            | 8                            | 1                            | .469                         | 3–2–1                        | 5–6–1                        | .516                         | .411                         |
| 10                                     | Miami Dolphins               | East                         | 7                            | 9                            | 0                            | .438                         | 4–2                          | 6–6                          | .469                         | .446                         |
| 11                                     | Denver Broncos               | West                         | 6                            | 10                           | 0                            | .375                         | 2–4                          | 4–8                          | .523                         | .464                         |
| 12                                     | Cincinnati Bengals           | North                        | 6                            | 10                           | 0                            | .375                         | 1–5                          | 4–8                          | .535                         | .448                         |
| 13                                     | Buffalo Bills                | East                         | 6                            | 10                           | 0                            | .375                         | 2–4                          | 4–8                          | .523                         | .411                         |
| 14                                     | Jacksonville Jaguars         | South                        | 5                            | 11                           | 0                            | .313                         | 1–5                          | 4–8                          | .549                         | .463                         |
| 15                                     | New York Jets                | East                         | 4                            | 12                           | 0                            | .250                         | 1–5                          | 3–9                          | .506                         | .438                         |
| 16                                     | Oakland Raiders              | West                         | 4                            | 12                           | 0                            | .250                         | 1–5                          | 3–9                          | .547                         | .406                         |
| Criteri di spareggio                   |                              |                              |                              |                              |                              |                              |                              |                              |                              |                              |
| 1. 2. 3. 4. 5. 6. 7. 8. 9. 10.         |                              |                              |                              |                              |                              |                              |                              |                              |                              |                              |
| Legenda                                |                              |                              |                              |                              |                              |                              |                              |                              |                              |                              |
| w — wild card ottenuta                 |                              |                              |                              |                              |                              |                              |                              |                              |                              |                              |
| x — partecipazione ai playoff ottenuta |                              |                              |                              |                              |                              |                              |                              |                              |                              |                              |
| y — campioni di division               |                              |                              |                              |                              |                              |                              |                              |                              |                              |                              |
| z — salto del primo turno di play-off  |                              |                              |                              |                              |                              |                              |                              |                              |                              |                              |
| * — vantaggio del campo ottenuto       |                              |                              |                              |                              |                              |                              |                              |                              |                              |                              |

## Premi

### Premi settimanali e mensili
- Jakeem Grant:

giocatore degli special team della AFC della settimana 1
- Albert Wilson:

giocatore offensivo della AFC della settimana 6
- Matt Haack:

giocatore degli special team della AFC della settimana 9
- Xavien Howard:

difensore della AFC della settimana 13